# ATD Quart monde
Pour les articles homonymes, voir ATD.
Le mouvement ATD (Aide à toute détresse, devenu Agir tous pour la dignité) Quart monde est créé en 1957 par le père Joseph Wresinski, avec des familles vivant dans le camp de relogement Château-de-France à Noisy-le-Grand en banlieue parisienne.
ATD Quart monde a pour objectif l'éradication de l'extrême pauvreté et comme principe fondateur que ceux qui subissent cette situation doivent être les premiers acteurs de leur propre promotion. Il fait appel à l'engagement de chaque citoyen pour transformer les mentalités et poser des actes concrets de solidarité. Il propose aussi d'en faire un engagement durable en devenant volontaire permanent.
Le mouvement ATD Quart monde est présent et agit dans 32 pays sur les 5 continents grâce à 450 volontaires permanents, 6 273 alliés et 2 260 militants du Quart Monde, 22 172 donateurs et 50 salariés en France. Créé par le prêtre catholique Joseph Wresinski, le mouvement ATD Quart Monde rassemble, autour de la volonté de mettre fin à la misère, des femmes et des hommes de diverses appartenances confessionnelles, philosophiques et politiques, et de toutes origines sociales.
En 2009, le conseil d'administration du mouvement international ATD Quart monde a décidé de donner au sigle ATD un autre sens : « Agir tous pour la dignité ».

## Histoire

### Le fondateur
Le père Joseph Wresinski est né dans une famille d'immigrés pauvres. Il rejoint en 1956 un camp de familles sans abri au lieu-dit Château-de-France à Noisy-le-Grand près de Paris, installé par le mouvement Emmaüs et son fondateur l'abbé Pierre. Il habite onze ans ce « camp provisoire ». « J'ai été hanté par l'idée que jamais ces familles ne sortiraient de la misère aussi longtemps qu'elles ne seraient pas accueillies dans leur ensemble, en tant que peuple, là où débattaient les autres hommes. Je me suis promis que si je restais, je ferais en sorte que ces familles puissent gravir les marches du Vatican, de l'Élysée, de l'ONU… ».
Il s'oppose à la soupe populaire et propose aux familles un jardin d'enfants et une bibliothèque. « Ce n'est pas tellement de nourriture, de vêtements qu'avaient besoin tous ces gens, mais de dignité, de ne plus dépendre du bon vouloir des autres ». Une chapelle Notre-Dame-des-sans-logis-et-de-tout-le-monde, des ateliers pour les jeunes et les adultes, une laverie, un salon d'esthétique pour les femmes vont être installés peu à peu. Avec les familles du camp et quelques amis, est créée une association qui prend le nom d'« Aide à toute détresse » (ATD).
Geneviève de Gaulle-Anthonioz (1920-2002), nièce du général de Gaulle, rencontre le père Joseph en 1958 : elle retrouve, à Noisy-le-Grand, la misère, mais aussi la fraternité, qu'elle a vécues en étant déportée au camp de Ravensbrück pendant la Seconde Guerre mondiale. À la mort de deux enfants dans un incendie au camp en 1960, elle se lie définitivement à ces familles très pauvres et accepte à partir de 1964 — jusqu'en 1998 — la présidence de l'association.
Dans le camp des sans-logis, le père Joseph Wresinski pense que l'accès au monde universitaire est un enjeu décisif pour un véritable changement. Il demande à Alwine de Vos van Steenwijk, une diplomate néerlandaise venue le rencontrer, de créer un institut de recherches : l'IRFRH (Institut de recherche et de formation aux relations humaines). Un premier colloque est organisé à l'UNESCO en 1961. Des études montrent qu'une couche de population reste dans l'extrême pauvreté dans les pays industrialisés, malgré l'essor économique. Peu à peu se développe aussi un service de courrier international, par la création de liens avec des personnes isolées et engagées à travers le monde aux côtés des familles en grande pauvreté. C'est la naissance du forum permanent « Extrême pauvreté dans le monde », constitué de groupes d'amis.
Parmi les hommes et les femmes de tous horizons venus apporter leur aide, certains font le pas de s'engager à long terme. Un volontariat permanent est créé. À cette époque, le père Joseph Wresinski considère que « la lutte contre la misère ne sera pas simplement affaire de gouvernement, ce sera aussi affaire d’hommes acceptant de marcher avec les exclus, de lier leur vie à leur vie, parfois de tout quitter pour partager leur sort. Une communauté de destin ».
En 1966, avec ces premiers volontaires, sont rédigées les options de base de l'association : « Tout homme porte en lui une valeur inaliénable qui fait sa dignité d'homme ». Pour en finir avec les termes de « cas sociaux », « familles inadaptées », « familles problèmes », Joseph Wresinski propose un nom porteur d'espoir et de dignité, le « quart-monde », se calquant sur celui de « tiers-monde ». L'expression « quart monde » exprime désormais le rassemblement des pauvres et des non-pauvres engagés dans un même refus de la misère.

### Les présidents (du mouvement international)
- 1974-2002 : Alwine de Vos van Steenwijk (nl) ;
- 2002-2006 : Anoman Jean-Baptiste Oguié ;
- 2006-2014 : Cristina "Nina" Lim-Yuson ;
- 2015-2020 : Cassam Uteem ;
- depuis juillet 2020 : Donald Lye Poh Lee.

### Les présidents (en France)
- 1960-1964 : André Étesse ;
- 1964-1998 : Geneviève de Gaulle-Anthonioz ;
- 1998-2002 : Paul Bouchet ;
- 2002-2010 : Pierre Saglio ;
- 2010-2015 : Pierre-Yves Madignier ;
- 2015-2020 : Claire Hédon (devenue Défenseure des droits le 22 juillet 2020) ;
- 2020-2025 : Marie-Aleth Grard ;
- depuis juin 2025 : Olivier Morzelle[6].

### Les présidents (en Suisse)
- De [Quand ?] à [Quand ?] : Hans-Peter Furrer ;
- 2016-2022 : Hélène Cassignol Madiès et Jean-Paul Petitat ;
- depuis 2023 : Corinne Martin et Claude Hodel.

### Développements

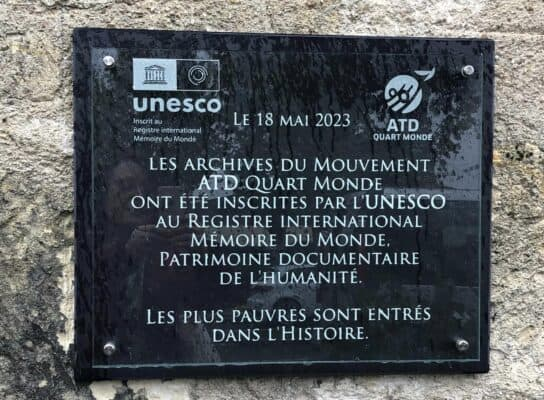
Plaque inaugurée sur la façade du Centre de mémoire et recherche Joseph Wresinski à Baillet-en-France, à la suite de l'inscription des archives d'ATD Quart Monde au registre Mémoire du Monde de l'Unesco en mai 2023.

À partir de 1973, des rassemblements internationaux sont organisés pour affirmer publiquement la volonté du quart-monde d'être écouté, pris en compte et surtout utile à la société.
Au sein de l'association, des familles parmi les plus défavorisées continuent à être à l'origine de nouvelles initiatives. En voyant des camps de réfugiés à la télévision, elles disent à des volontaires : « Partout où il y a souffrance et misère, le quart-monde doit être présent ». Poussées par cette interpellation, des équipes s'implantent dans des pays en développement en réponse à des sollicitations d'amis ou d'institutions dans divers pays. Au début du XXIe siècle, le mouvement ATD Quart monde est présent dans trente-deux pays avec des équipes et a des correspondants dans plus de 100 pays.
Le 14 février 1988, le père Joseph Wresinski meurt. Il est inhumé à Méry-sur-Oise, au centre international d'ATD Quart monde. Le centre de mémoire et recherche Joseph Wresinski à Baillet-en-France dans le Val-d’Oise prolonge son message en rassemblant ses publications et écrits, mais aussi l’ensemble des écrits des membres d'ATD Quart monde à travers le monde ; son but est d'apporter des références pour un travail de connaissance des populations très pauvres et de compréhension des causes de la misère. Le 18 mai 2023, les archives du mouvement international ATD Quart Monde, témoignage de l’histoire des personnes en situation de pauvreté, ont été inscrites au Registre international Mémoire du monde de l’Unesco.
Le 22 janvier 2025, le livre de l'historienne Axelle Brodiez-Dolino, ATD Quart Monde, une histoire transnationale : La lutte contre la pauvreté, d'un bidonville à l'ONU est publié aux Presses universitaires de France.

### En France
Le père Joseph Wresinski laisse, en particulier, un outil de réflexion : le rapport Grande pauvreté et précarité économique et sociale, présenté au Conseil économique et social et voté en 1987.
Les rapports au Conseil économique et social, de Joseph Wresinski en 1987 puis Geneviève de Gaulle-Anthonioz en 1995, transforment la conception de la lutte contre la pauvreté. Celle-ci devient une exigence éthique liée à l'égale dignité de tout être humain. Les droits humains sont indissociables pour être respectés. Cela implique une action globale, cohérente et prospective, au niveau des pouvoirs publics comme des partenaires sociaux, en bâtissant un partenariat avec les personnes, familles et communautés très pauvres.
Les deux rapports ont apporté des bases pour que la mobilisation de citoyens et d'associations puisse entraîner la création du revenu minimum d'insertion (RMI) de la loi d'orientation relative à la lutte contre les exclusions, et la mise en place d'une couverture maladie universelle (CMU).

### En Suisse (depuis plus de 50 ans)
Cette section ne s'appuie pas, ou pas assez, sur des sources secondaires ou tertiaires indépendantes du sujet. Le texte peut contenir des analyses inexactes ou inédites de sources primaires.
Pour l'améliorer, ajoutez-en, ou placez des modèles {{Source secondaire souhaitée}} ou {{Source secondaire nécessaire}} sur les passages mal sourcés. (mai 2025)
En 1967, ATD Quart monde Suisse a officiellement été créé en Suisse, dans le canton de Fribourg, à Treyvaux. Une ferme y a été achetée pour accueillir des familles en situation de pauvreté, leur permettre de s'y ressourcer : des familles très pauvres, d'abord de France, Belgique, Grand-Bretagne, puis de plus en plus des familles suisses. Dans un pavillon à proximité, le Secrétariat national fait notamment le lien avec les autres lieux en Suisse où le mouvement est également présent :
- à Genève, depuis 1987 : la maison de Joseph Wresinski ;
- Bâle : secteur régional Bâle ;
- Treyvaux (Fribourg) : siège du centre national suisse, comprenant la maison du rassemblement et le secrétariat national ;
- en Suisse orientale, de 2018 à mai 2025 : Rorschach ;
- groupes locaux et associations partenaires, dont une association des familles du Quart Monde à Renens.

## Modes d'actions

### Étude des phénomènes de pauvreté
Une des originalités du mouvement ATD Quart monde, en particulier au sein de l’ensemble des associations de lutte contre les exclusions, réside dans la volonté d’être un lieu de recueil et de production d’une connaissance des différentes formes de pauvreté et d’exclusion. L’apport d’ATD Quart monde dans la connaissance de cette population et la prise de conscience du décalage existant entre ces familles et le reste de la société ont pris de nombreuses formes :
- dès la fin des années 1950, le mouvement organise ainsi deux colloques à l’Unesco sur « Les familles inadaptées », et se dote d’un Institut de Recherche et de Formation aux Relations Humaines. ATD Quart Monde a construit, au cours de ses 60 ans d’histoire, une connaissance, une recherche, une formation et une mémoire dans tous les domaines, affectant la vie des plus pauvres en s’appuyant sur leur savoir personnel et leurs expériences ainsi que les recherches de praticiens et universitaires. Situé à Baillet-en-France (95)[8], le Centre international Joseph Wresinski[9], inauguré en 2007, est destiné à collecter, protéger, mettre en valeur et faciliter l’accès des archives d’ATD Quart Monde. À l’occasion des 100 ans de la naissance de Joseph Wresinski, un colloque a réuni, au centre culturel international de Cerisy-la-Salle, du 6 au 13 juin 2017, 80 universitaires, praticiens et personnes vivant la pauvreté, de 15 pays, pour échanger[10] sur « ce que la misère nous donne à repenser avec Joseph Wresinski »[11]. Également, depuis 2017, ATD Quart Monde est engagé avec l'Université d'Oxford pour conduire un travail de recherche participatif international pour « déterminer les dimensions de la pauvreté et leurs mesures avec les premiers concernés »[12]. La démarche associe des personnes en situation de pauvreté aux équipes de recherche nationales dans six pays, aux côtés d’universitaires et de praticiens ;
- largement inspiré de l’expérience et de l’approche d’ATD Quart monde, le rapport Wresinski, intitulé « Grande pauvreté et précarité économique et sociale », présenté et adopté par le Conseil économique et social le 11 février 1987[13], met ainsi l’accent sur le cumul des précarités et sur l’interdépendance croissante des domaines de vie caractéristiques des situations de grande pauvreté, et sur la nécessité d’apporter une réponse globale à ces situations. Il préconise l’adoption d’une législation sur un revenu minimum d’insertion. Il propose une approche qualitative liant la pauvreté à la difficulté d’exercer ses droits fondamentaux et fait ainsi le lien entre grande pauvreté et violation des droits de l’homme[14] ;
- en 1995, le rapport d’évaluation des politiques publiques de lutte contre la pauvreté, présenté par Geneviève de Gaulle-Anthonioz devant le Conseil économique et social, a été réalisé en prenant en compte le point de vue des personnes en situation de grande précarité[15]. La loi d’orientation et de lutte contre les exclusions du 29 juillet 1998[16], dont l’objectif est de garantir l’accès de tous aux droits fondamentaux, a porté la marque de l’approche de la grande pauvreté et de l’exclusion propre à ATD Quart Monde[17] ;
- de même, le rapport « L’accès de tous aux droits de tous par la mobilisation de tous », adopté à la quasi-unanimité par le Conseil économique et social (CES) le 18 juin 2003[18] et le rapport « Une école de la réussite pour tous », adopté par le CESE le 12 mai 2015[19], consacrent la fonction de caisse de résonance du Palais d’Iéna « assemblée de la société civile »[20] pour faire entendre la parole des plus défavorisés[18] et des principes essentiels devant inspirer une loi, un dispositif, une politique publique, et avancer nombre de propositions de mesures concrètes articulées autour d’une approche globale des situations d’exclusion.

La connaissance des situations de pauvreté, proche des réalités vécues, s’appuie sur l’engagement de proximité, dans la durée des volontaires d’ATD Quart monde dans des quartiers très défavorisés, engagement qui leur permet de recueillir les gestes et paroles des personnes. Le mouvement ATD permet d’associer les personnes en situation de grande pauvreté à la production de cette connaissance des phénomènes d’exclusion. En 1979, Joseph Wresinski soulignait : « Savoir, c'est d'abord avoir la conscience d'être quelqu'un, pouvoir donner une signification à ce que l'on vit, à ce que l'on fait, pouvoir s'exprimer. Savoir, c'est avoir une place dans le monde, connaître ses racines, se reconnaître d'une famille, d'un milieu. Savoir, c'est par conséquent pouvoir participer à ce qu'est et fait autrui. Savoir, c'est comprendre ce que l'on est, ce que l'on vit, pour pouvoir le partager avec d'autres, c'est faire des expériences dont on ne sorte pas humilié, mais fier ».
Une des tâches du mouvement est d’offrir, à des familles en situation de grande précarité, un moyen d’exprimer publiquement leur vécu et leurs besoins, et d’échanger avec des personnes issues d’autres groupes sociaux, en particulier avec celles investies d’un certain pouvoir social ou politique. L’expérience menée par le mouvement ATD Quart monde dans le cadre des universités populaires souligne également la nécessité d’espaces où les personnes qui connaissent la misère puissent se rencontrer, élaborer une pensée collective et la confronter au discours des experts ou des institutions.

### Mobilisation
ATD Quart monde veut mettre fin à l’extrême pauvreté en y associant les personnes qui la subissent et en mobilisant le plus largement possible. Membre du Conseil économique et social de la République française à partir de 1979, devenu depuis 2010 le CESE, le père Joseph Wresinski rédige le rapport Grande pauvreté et précarité économique et sociale, adopté le 11 février 1987, aux répercussions sociales et politiques importantes. Le rapport reconnaît la misère comme une violation des droits de l’homme. Il est proclamé qu’il n’est pas possible de supprimer la grande pauvreté sans associer d’emblée les plus pauvres comme partenaires.
Le 17 octobre 1987, à Paris, répondant à l’appel du père Joseph Wresinski, plus de 100 000 personnes expriment la nécessité de s’unir pour faire respecter les droits de l’homme, en se rassemblant autour du parvis du Trocadéro à Paris, à l’endroit où fut adoptée, le 10 décembre 1948, la Déclaration universelle des droits de l'homme par l’Assemblée générale des Nations unies. Ce jour-là, il prononce un discours, « je témoigne de vous », qui rend honneur aux victimes de la faim, de la violence et de l'ignorance, qui dit leur refus de la misère et appelle l'humanité à s'unir pour faire respecter les droits de l’homme. Une dalle, affirmant que les plus pauvres sont les créateurs d’une humanité fraternelle, a été gravée.

#### Journée internationale pour l'élimination de la pauvreté
Tous les 17 octobre, depuis le 17 octobre 1987, des personnes de toutes origines et de tous pays se rassemblent pour redire leur engagement et manifester leur solidarité envers les plus pauvres. Des répliques de la dalle commémorative ont été dévoilées partout dans le monde et servent de lieu de rassemblement pour célébrer cette journée. L'une d'entre elles se trouve dans le jardin du siège de l'ONU, à New York, et c'est là que le Secrétariat des Nations unies organise la commémoration annuelle de la Journée internationale pour l’élimination de la pauvreté. Par sa résolution 47/196, adoptée le 22 décembre 1992, l'Assemblée générale des Nations unies a désigné le 17 octobre comme étant la Journée internationale pour l'élimination de la pauvreté, et a invité tous les États à consacrer cette journée à la présentation et à la promotion d'activités concrètes, en fonction de leur contexte national, visant à éliminer la pauvreté et la misère. Cette résolution invite en outre les organisations intergouvernementales et non gouvernementales à aider les États qui en font la demande à organiser des activités nationales en vue de marquer cette journée. Le texte prie aussi le Secrétaire général de prendre les mesures requises, dans la limite des ressources disponibles, pour assurer le succès des activités qu'entreprendra l'Organisation des Nations unies à l'occasion de la Journée internationale pour l'élimination de la pauvreté. Le Comité International 17 octobre, créé en 2008, a pour principale mission de promouvoir la célébration de cette journée internationale partout dans le monde. Il est constitué de personnes de toutes origines, dont des personnes en situation de pauvreté, engagées ensemble dans la lutte contre la misère et l’exclusion. Il est présidé par Madame Aye Aye Win, originaire du Myanmar. Militante passionnée des droits de l’homme, elle a cofondé l'ONG Dignity International et a travaillé pendant de nombreuses années à la promotion et à la défense des droits économiques, sociaux et culturels (ESC), souvent négligés, en faisant le lien entre la pauvreté et la violation des droits de l’homme.

#### Croisement des savoirs
Le croisement des savoirs est une expression qui renvoie à une approche de co-construction de savoirs visant la prise en compte des différents savoirs présents dans la société, en particulier le savoir des personnes en situation de grande pauvreté, et un moyen qui permet de créer les conditions pour que le savoir issu de l’expérience de vie des personnes qui connaissent la pauvreté puissent dialoguer avec les savoirs scientifiques et professionnels. Ces différents savoirs produisent une connaissance et des méthodes d’actions plus complètes et inclusives. Le croisement des savoirs, mis en œuvre dans de nombreux pays, s’inscrit dans des domaines très divers : santé,travail social, éducation, sciences humaines et sociales, etc. La démarche est fondée sur une méthodologie rigoureuse et expérimentée depuis des années, formalisée dans le livre « Le croisement des savoirs et des pratiques – Quand des personnes en situation de pauvreté, des universitaires et des professionnels pensent et se forment ensemble ». Cette approche de « co-construction » est devenue célèbre puisqu’un nombre croissant d’initiatives, de rencontres, d’interventions, de co-formations, de recherches-actions et de publications sous des formes les plus diverses (livres, articles de revues et de journaux, thèses, etc.) développent cette méthode ou s’en inspirent.

#### Éditions
Pour partager et conserver sa connaissance, ses expériences et ses actions, ATD Quart Monde édite et diffuse différentes publications depuis 1965, avec comme premier titre "La condition sous-prolétarienne" de Labbens Jean, ouvrage réédité en 1969.
Les éditions Science et Service sont rebaptisées en 1990 Éditions Quart Monde.
Depuis, de nombreux témoignages et romans, livres pour enfants, journaux, revues, travaux de recherche, documents et supports audiovisuels sont publiés et diffusés. Dans la dynamique de construire une alliance durable et pérenne, les éditions Quart Monde veulent témoigner de la vie et de la pensée des personnes vivant dans la grande pauvreté en leur donnant la parole le plus directement possible, participer au changement des esprits et des attitudes, donner les moyens pour réfléchir, approfondir et agir en s’appuyant sur les actions conduites.

### Innovations et expériences pilotes
La recherche de l'innovation constitue un des aspects de l’action d’ATD Quart Monde. La souplesse organisationnelle et la faiblesse des cadres d’action prédéterminés de l’ONG laissent le champ aux initiatives locales et aux modes d’action innovants. L'engagement des volontaires permanents en constitue une dimension. En partageant les conditions de vie de familles vivant dans les mêmes quartiers, ils assurent auprès d’elles une action de proximité qui est singulière dans les dispositifs de lutte contre la pauvreté. La modestie des moyens des volontaires et leur absence de rattachement institutionnel leur permettent d’être acceptés par des populations difficiles à atteindre, quels que soient les quartiers ou les pays où ils sont engagés. Si ATD Quart Monde n’est pas un « opérateur » comme d'autres associations dites « caritatives », ATD Quart Monde appartient au domaine des associations de « défense des droits » qui appuie son plaidoyer sur des « expériences pilotes » dans différents domaines :
- l’accès et le partage de la culture, très ancré(e)(s) dans l'action de l'association. Elle a progressivement mis en place des réseaux d’action de promotion culturelle (tels que celui des « bibliothèques de rue »[41] à destination d’enfants de quartiers très défavorisés[42]. Toutes les semaines, dans les 32 pays où ATD Quart Monde est implanté, sont disposées des bibliothèques de rues[43] réunissant des enfants et leur permettant d’avoir accès au livre, de découvrir la lecture, accéder à la culture et s’ouvrir sur l’extérieur. Ainsi, Geneviève de Gaulle Anthonioz déclarait : « Quelle idée saugrenue, entendent souvent dire ces dames, que d'apporter des livres à des gens qui manquent de tout et vivent dans la boue ! À Ravensbrück, nous avions découvert qu'un livre était plus précieux que le pain. De tels rapprochements m'aident à prendre un peu conscience du projet conçu par le père Joseph : ceux que détruit la misère peuvent seuls nous apprendre ce qu'ils voudraient vivre, il faut donc répondre à leurs aspirations profondes. Et si nous n'entendons rien, c'est sans doute que nous ne sommes pas assez près »[44] :
- l’enfance et la jeunesse : Tapori, créé en janvier 1967 par Joseph Wresinski. Lors d’un voyage en Inde, il rencontre des enfants qui vivent dans les gares, dans les rues. On les appelle les “Tapoori”. Ces enfants récupèrent dans les trains les restes de nourritures laissés par les voyageurs. Ils se retrouvent en groupe et partagent pour que chacun ait de quoi manger. Pour rendre hommage à ces enfants qui ont la vie difficile mais savent rester solidaires, il donne le nom de Tapori[45] au courant d’amitié entre les enfants qu’il a créé[46]. Ce courant mondial[47] entre des enfants de tous milieux[48] existe en Afrique, dans l'océan Indien[49], aux Amériques, en Asie et Europe[50] ;
- la formation, avec les Universités Populaires Quart Monde[51], en 1972. Lieu d’échanges, de formation, et de construction d’un savoir émancipatoire, cet espace se fonde sur l’idée que les personnes qui vivent dans la grande pauvreté sont porteuses d’une expérience de vie à partir de laquelle peuvent s’élaborer des savoirs. Ces universités – dans neuf régions en France, Belgique, Suisse, aux Pays-Bas, Canada[52], Mexique, Pérou, Guatemala, Sénégal et Burkina Faso[53] - ont formé et continuent à former des personnes de tous milieux [54] : volontaires permanents, alliés, amis du mouvement, professionnels et intervenants extérieurs, etc.[55]. Les participants viennent pour apprendre les uns des autres [56][source insuffisante]. Le principe est à chaque fois le même[57]. Un animateur s'assure que tous les participants s'expriment[58], donnent leurs points de vue [59], auxquels participe un invité, spécialiste du thème débattu, qui peut alors se confronter aux expressions recueillies[60] ;
- le logement : ATD Quart Monde s’implique, depuis sa création, avec celle en 1970 de la cité de promotion familiale de Noisy-le-Grand, reconnue centre d’hébergement et de promotion familiale (CHRS[Quoi ?]), et dont l’objectif est de permettre, aux 35 familles qui y sont logées, d’acquérir, par une action globale de promotion familiale, sociale et culturelle, l’autonomie pour pouvoir assumer l’ensemble de leurs droits et responsabilités[61]. Depuis sa création, plus de mille familles y ont été accompagnées pour accéder au logement pérenne de droit commun[62] et retrouver une vie autonome. Dans ce lieu où l'histoire d'ATD Quart Monde a commencé, des personnalités politiques[63] viennent pour découvrir, comprendre le travail de l'association[64] auprès des familles[65] ;
- le travail, avec la création, depuis 2002 à Noisy-le-Grand, de l’association-entreprise[Quoi ?] Travailler et apprendre ensemble (TAE). Cette structure réunit des personnes éloignées du travail et des salariés volontaires[66] pour re-conditionner des ordinateurs, exercer des travaux de rénovation ou des prestations de nettoyage pour des associations et des collectivités… Son objectif est de contribuer à montrer, à partir de cette expérience, que l’accès au travail de ceux qui en sont les plus éloignés peut s’envisager mais dans une dynamique partagée[67]. Cette démarche a conforté le lancement de l’expérimentation[68] « Territoires Zéro Chômeurs », portée par ATD Quart Monde et initiée par la loi d’expérimentation du 10 février 2016[69] ;
- l'accès aux vacances : ATD observe que les familles les plus pauvres ne partent jamais en vacances[70], alors qu'elles représentent un temps de ressourcement nécessaire à tous[71]. ATD Quart monde défend l'accès aux vacances en famille[72] afin qu'elle puisse se reposer de la lutte quotidienne contre la pauvreté et se retrouver au complet, parents et enfants. Trois centres de vacances familiales ont ainsi été créés : à Arbois, dans le Jura ; en Grande- Bretagne et aux Pays-Bas. Le centre d’Arbois, « La Bise »[73], dans le Jura, est situé en pleine campagne[74][source insuffisante]. À Arbois, la région permet des promenades à pied, à ski en hiver ou en canoë sur la rivière l’été. Depuis 1979, cinq à six fois par an, cinq à six familles sont accueillies pour des séjours de plusieurs jours à plusieurs semaines[75]. Ce « droit aux vacances », souligné dans le rapport Wresinski au Conseil Économique et Social en 1987, complète ainsi les autres dimensions sur lesquelles l'association travaille[76].

ATD Quart Monde a la volonté constante d'aller à la rencontre des personnes les plus meurtries par la misère, les plus oubliées ; ces dernières sont la base et la mesure de tous les projets[source insuffisante].

## Formes d'engagements
Dès son entrée dans le camp du Château-de-France, à l’été 1956, le père Joseph Wresisnki souhaite répondre à la détresse des familles du camp et à la facilité de l’assistance éphémère, par l’engagement dans la durée, en rassemblant des personnes de toutes origines qui choisissent de lutter ensemble contre la misère et pour une société plus juste. Cet engagement va prendre, dès la création du mouvement ATD Quart monde, trois dimensions distinctes et complémentaires :
- le volontariat permanent : le volontariat ATD Quart Monde est composé de femmes et d’hommes, de familles, issus de différentes origines, nationalités, croyances[78]. À partir de 25/28 ans, plutôt que de faire carrière[79], ils veulent avancer avec d’autres priorités, tant que d’autres restent défigurés par la misère. Ils se sont regroupés pour un engagement qui vise à la libération des plus défavorisés[80]. À l’image d’Alwine de Vos van Steenwijk, diplomate néerlandaise en poste à l’OCDE, à Paris, qui quitte ainsi la carrière pour rejoindre le père Joseph Wresinski, ou de Francine de La Gorce[81], le volontariat permanent s’est ainsi structuré[82], au cours des 60 ans d’histoire[83] du mouvement, en suscitant toujours le même élan[84] et la même générosité. Les volontaires[85] vivent tous sur la base d’une faible rémunération versée indépendamment de leur qualification professionnelle[86], leur responsabilité ou leur ancienneté. Cette démarche leur permet de mener une vie simple, de rester proches de ce que vivent les personnes démunies et de ne pas s’imposer par des moyens matériels. Ce choix crée un autre type de relations humaines. Actuellement[Quand ?], quelque 450 volontaires permanents, de 40 nationalités, interviennent aux côtés des plus démunis, dans les différents pays où ATD Quart Monde est implanté, dont une centaine rien que pour la France ;
- la militance : les plus pauvres sont les premiers à refuser la misère. Ils se battent au quotidien pour que leur vie et celle de leurs enfants, de leurs proches, changent[87]. Les militants Quart Monde sont des personnes qui vivent ou ont vécu la grande pauvreté et qui choisissent de rejoindre ATD Quart Monde parce qu’ils s’y reconnaissent[88]. Ils apportent leur réflexion et leur expérience et s’engagent activement à rechercher et soutenir des personnes encore plus démunies[89]. Ils écoutent, accueillent, agissent, accompagnent ceux qui ont besoin de soutien dans les démarches[90]. Après avoir vécu des situations difficiles, ils ont acquis une connaissance, une intelligence et une énergie qu’ils veulent partager, transmettre aux autres[91], et continuer à lutter contre les idées fausses que la société véhicule sur leur situation[réf. nécessaire] ;
- l'alliance : immergé dans le monde de la grande pauvreté, le père Joseph Wresinski a toujours refusé la fatalité de la misère. Il savait, par ailleurs, qu’il était impossible, seul, d’apporter une réponse à la souffrance des familles les plus démunies. Il savait aussi qu’il est impossible aux pouvoirs publics d’agir contre la misère s’ils ne rencontrent pas l’accord de nombreux citoyens. Tout le monde est concerné par l’exclusion, qui frappe les familles les plus pauvres et celles-ci ont un absolu besoin de tous pour être rétablies dans leur dignité[92]. Pour refuser la misère, toutes les volontés et énergies sont nécessaires[93]. Le terme d’alliance témoigne de l’engagement de bénévoles de toutes origines socio-professionnelles et culturelles[94], qui s’engagent dans la durée auprès d’ATD Quart Monde, pour porter le combat contre la misère au quotidien au-delà d’une simple bonne action ponctuelle ou hebdomadaire. Ils soutiennent, développent les actions[95], et diffusent le message d’ATD Quart Monde pour que le refus de la misère devienne une priorité partagée avec le plus grand nombre. Ils participent aux actions de terrain mais ils peuvent aussi porter des actions administratives ou de représentation[96]. Parmi l’une des premières à s’engager, Geneviève de Gaulle-Anthonioz acceptera de devenir la première présidente en 1960.

## Contributions aux politiques publiques
ATD Quart monde souhaite que « l'accès de tous aux droits de tous par la mobilisation de tous » soit une réalité partagée. Au cours des 60 ans de son histoire, l'association s'est engagée en faveur de nouveaux droits (le RMI, la loi d'orientation et de lutte contre les exclusions, la CMU, le DALO) et, souvent aux côtés d'autres associations, a contribué à l'élaboration et la mise en œuvre de nouvelles politiques publiques :
- la création du revenu minimum d'insertion, devenu RMI-RMA puis, depuis le 1er juin 2009, RSA. Dans l'avis présenté par Joseph Wresinski en 1987 au Conseil économique et social, l'idée d'un revenu minimum est présentée. Cette proposition s'inspire d'une expérimentation portée par ATD Quart monde à Rennes. Le revenu minimum d’insertion est créé[97], à l'initiative du Premier ministre français Michel Rocard, par la loi n°88-1088 du 1er décembre 1988, pour être la matérialisation d’un « droit d’obtenir un moyen convenable d’existence » pour « toute personne qui, en raison de son âge, de son état physique ou mental, de la situation de l’économie et de l’emploi, se trouve dans l’incapacité de travailler ». À son origine, le revenu minimum d’insertion est un revenu passerelle pour l’insertion ou pour l’activité à proprement parler, notamment par la contrepartie qu’il imposait. Cette contrepartie marquait une volonté de faire de l’insertion, notamment en cas de chômage temporaire[98] ;
- la loi d’orientation et de lutte contre les exclusions : préparée par le gouvernement Juppé avant la dissolution de l’Assemblée nationale en 1997, puis retravaillée par le gouvernement Jospin, la loi est votée le 29 juillet 1998. À cette occasion, Geneviève de Gaulle-Anthonioz, présidente d'ATD Quart Monde, intervient à la tribune de l'Assemblée nationale[99][source insuffisante]. Cette loi fait de la lutte contre les exclusions « un impératif national fondé sur le respect de l’égale dignité de tous les êtres humains et une priorité de l’ensemble des politiques publiques de la nation »[100]. La politique de lutte contre les exclusions devient transversale aux politiques publiques. Elle revendique une approche globale, privilégiant l’accès à l’ensemble des droits fondamentaux : emploi, logement, santé, éducation, citoyenneté et culture[101] ;
- au terme de dix ans de réflexions engagées par Médecins du monde, Médecins sans Frontières et ATD Quart Monde, sur l’accès aux soins pour tous, la loi du 27 juillet 1999 adopte la couverture maladie universelle[102]. Cette prestation sociale, remplacée depuis janvier 2016 par la protection universelle maladie, est une prestation sociale permettant l'accès, le remboursement des soins, prestations et médicaments, à toute personne résidant en France et qui n’est pas couverte par un régime maladie ;
- le droit au logement opposable a été instauré par la loi du 5 mars 2007[103]. À l’origine, un constat établit, dès le début des années 1990, que le logement social ne bénéficie pas à ceux qui en ont le plus besoin[104]. Le Conseil national des politiques de lutte contre la pauvreté et l’exclusion sociale (CNLE) et le Haut comité pour le logement des personnes défavorisées (HCLPD) – créé en 1992 à la demande de l’abbé Pierre – en font le constat et introduisent, au fil des années, l’idée d’opposabilité[105]. Dans un contexte marqué, à l’hiver 2006, par les actions des Enfants de Don Quichotte et leur installation de tentes à proximité du canal Saint-Martin dans Paris, Paul Bouchet, président d’ATD-Quart Monde, aux côtés d'autres associations, se mobilise pour le droit au logement[106] ;
- l'ajout du critère de discrimination « pauvrophobie » dans les Codes pénal et du travail, par la loi n° 2016-832 visant à lutter contre la discrimination à raison de la précarité sociale. Cet ajout fait suite à une saisine du Défenseur des droits par l'association[107]. Plusieurs associations ont ensuite attiré l’attention de la Commission nationale consultative des droits de l'homme (CNCDH) et du Président de l’Assemblée nationale, dans la perspective d’inscrire un nouveau critère de discrimination dans la loi. Yannick Vaugrenard, sénateur de Loire-Atlantique, a proposé le texte le 31 mars 2015 au Sénat[108] ;
- la loi d'expérimentation "Territoires zéro chômeurs de longue durée"[109], adoptée par le Parlement le 29 février 2016. Aux côtés du Secours catholique, d’Emmaüs France, du Pacte civique et de la Fédération des acteurs de la solidarité[110], Laurent Grandguillaume, député de Côte-d'Or, porte le projet de loi d'expérimentation de la création, dans dix territoires[111], d'entreprises à but d'emploi comme cela avait été initié par ATD Quart Monde en 1995 à Seiche-sur-le-Loir.

## Représentations d'ATD Quart Monde
ATD Quart Monde est représenté dans différentes institutions internationales :
- au Conseil économique et social de l’ONU (ECOSOC) avec le statut consultatif depuis 1991[112] ;
- à l’UNICEF, avec le statut consultatif depuis 1991[113] ;
- à l’UNESCO, avec le statut consultatif[114] ;
- au Bureau International du Travail, avec le statut consultatif[115] ;
- au Conseil de l'Europe, avec le statut participatif[116] ;
- auprès de la Banque mondiale[117] ;
- auprès du Fonds monétaire international[118] ;
- auprès de l’Union européenne, avec une délégation permanente[119].

En France, ATD Quart Monde est représenté :
- au Conseil économique, social et environnemental, dans une section des affaires sociales[120],[121] ;
- au Conseil national des politiques de lutte contre les exclusions[122] ;
- à la Commission nationale consultative des droits de l'homme[123] ;
- à l’Observatoire national de la pauvreté et de l’exclusion sociale[124] ;
- au Conseil de surveillance du fonds CMU (couverture maladie universelle)[125] ;
- au Conseil national de l’habitat[126] ;
- au comité de suivi pour le logement des personnes défavorisées[127] ;
- au Comité de coordination pour le service civil[128].

ATD Quart Monde est également représenté dans quelques Conseils Économiques et Sociaux Régionaux (CESR) et fait partie du collectif Alerte (quarante fédérations et associations nationales de lutte contre la pauvreté et l’exclusion), coordonnés par l’UNIOPSS, ainsi que du collectif Le Pacte du pouvoir de vivre, qui regroupe des associations environnementales, d’éducation populaire, de lutte contre la pauvreté, de soutien à l’accueil des migrants, mais aussi des syndicats, fondations et mutuelles.

## Lobbying
Le mouvement s'est engagé dans une action de lobbying, pour que soit voté, par le Parlement français, un texte instaurant en France un droit au logement opposable, droit à définir dans la ligne du 11e rapport du Haut comité pour le logement des personnes défavorisées remis au Président de la République en décembre 2005, et de « l'argumentaire Droit au logement opposable » qui a suivi, le 17 février 2006. Cet argumentaire repose sur un principe simple : « À défaut d'obligation de résultat pour la puissance publique, le droit est sans contenu parce qu'il est sans sanction ». Au terme de plusieurs années d'action menée de front avec d'autres organisations, une loi sur le droit au logement opposable (dite loi DALO) a été adoptée le 5 mars 2007.
Le Mouvement international ATD Quart Monde a le statut consultatif général auprès de l’Écosoc, et le statut consultatif auprès de l’Unesco, de l’Unicef, du BIT et du Conseil de l'Europe. En France, le mouvement siège dans divers organismes et institutions (Conseil économique et social).
Pour promouvoir son action auprès du public, et lui permettre de faire appel au don en confiance, la Fondation ATD Quart Monde est créée. Elle est reconnue d’utilité publique, et adhère au Comité de la Charte. ATD Quart Monde est sans appartenance politique ou confessionnelle.
Pour l'année 2017, ATD Quart Monde déclare, à la Haute Autorité pour la transparence de la vie publique, exercer des activités de lobbying en France pour un montant qui n'excède pas 10 000 euros.
ATD Quart Monde est inscrit depuis 2011 au Registre de transparence des représentants d'intérêts auprès de la Commission européenne, et déclare en 2017 pour cette activité des dépenses annuelles d'un montant compris entre 25 000 et 50 000 euros.

## Distinction
En 1990, ATD Quart Monde s'est vu attribuer le Prix des Droits de l'homme de la République française.
Le 2 janvier 2000, ATD Quart Monde a reçu, des mains du pape Jean-Paul II, le Prix international de la Paix "Jean XXIII", dans le cadre du Jubilé des enfants.
En décembre 2008, ATD Quart Monde a reçu la mention honorable du Prix UNESCO / Bilbao, pour la promotion d'une culture des droits de l'homme,. Le 18 mai 2023, les archives du mouvement international ATD Quart Monde, témoignage de l’histoire des personnes en situation de pauvreté, ont été inscrites au Registre international Mémoire du Monde de l’Unesco.